# سارا بيلو
سارا بيلو (بالإسبانية: Sara Bello)‏ هي عارضة بنمية، ولدت في 17 ديسمبر 1987 في محافظة لوس سانتوس ‏ في بنما.